# Aeroportul Cecil
Aeroportul Cecil (IATA: VQQ, ICAO: KVQQ, FAA LID: VQQ) este un aeroport din Florida, Statele Unite ale Americii. Aeroportul a fost tranzitat în 2019 de 322 de pasageri.
Situat la o altitudine de 24 m, aeroportul dispune de 4 piste. Este operat de Jacksonville Aviation Authority⁠(d).

## Infrastructură

### Piste
Aeroportul dispune de 4 piste: 
- pista 09L/27R, cu dimensiunile 4.439 picioare × 200 picioare
- pista 09R/27L, cu dimensiunile 8.003 picioare × 200 picioare
- pista 18L/36R, cu dimensiunile 12.503 picioare × 200 picioare
- pista 18R/36L, cu dimensiunile 8.002 picioare × 200 picioare